# 42.º Prêmio Vladimir Herzog
Esta é uma lista com os indicados e os ganhadores do 42° Prêmio Vladimir Herzog.

## Vencedores
Arte
Venceu
| Obra         | Autor (Veículo de mídia)  |
| ------------ | ------------------------- |
| Infernópolis | Laerte (Folha de S.Paulo) |

Menção Honrosa
| Obra   | Autor (Veículo de mídia) |
| ------ | ------------------------ |
| E daí? | Duke (www.domtotal.com)  |

Fotografia
Venceu
| Obra                                                                        | Autor (Veículo de mídia) |
| --------------------------------------------------------------------------- | ------------------------ |
| Durante crise da Covid-19, mais de 30% dos óbitos ocorrem em casa em Manaus | Yan Boechat (O Globo)    |

Menção Honrosa
| Obra             | Autor (Veículo de mídia)             |
| ---------------- | ------------------------------------ |
| Presidente Viral | Gabriela Biló (O Estado de S. Paulo) |

Áudio
Venceu
| Obra                                                                            | Autor (Veículo de mídia) |
| ------------------------------------------------------------------------------- | ------------------------ |
| As histórias de Mercedes Baptista, Consuelo Rios, Bethania Gomes e Ingrid Silva | Tiago Rogero (O Globo)   |

Menção Honrosa
| Obra                         | Autor (Veículo de mídia)                       |
| ---------------------------- | ---------------------------------------------- |
| Confinamento: 3 meses depois | Juliana Dantas (Finitude) (Rádio Guarda-Chuva) |

Vídeo
Venceu
| Obra                      | Autor (Veículo de mídia) |
| ------------------------- | --- |
| Os defensores da floresta | Alan Graça Ferreira, Marcelo Canellas, Marcos Silva, Cristine Kist, Dimitri Caldeira, Marcos Aurélio Silva e Wesley Francisco (Fantástico / Rede Globo) |

Menção Honrosa
| Obra            | Autor (Veículo de mídia) |
| --------------- | --- |
| Rolê nas Gerais | Tábata Poline, Renata do Carmo, Saulo Luiz da Silva, Frederico D’Ávila, Saulo Vieira, Jackson Lobo, Marcelo Vianna, Thiago Silva, Valdimar Loiola, Xiko César e Welder Dias (Globo Minas) |

Multimídia
Venceu
| Obra                                                 | Autor (Veículo de mídia) |
| ---------------------------------------------------- | --- |
| Ameaças, milícia e morte: a nova cara do Velho Chico | Daniel Camargos, Mariana Della Barba, Ana Magalhães, Fernando Martinho, Erick Araújo, Flávia Marinho, Otávio Burin e Rafael Ramos (Repórter Brasil) |

Menção Honrosa
| Obra           | Autor (Veículo de mídia)                                  |
| -------------- | --------------------------------------------------------- |
| Arsenal Global | Cecilia Olliveira e Leandro Demori (The Intercept Brasil) |

Texto
Venceu
| Obra                                | Autor (Veículo de mídia) |
| ----------------------------------- | --- |
| FBI e a Lava-Jato (série Vaza Jato) | Natália Viana, Mariam Saleh, Andrew Fishman, Alice Maciel, Rafael Neves, Marina Amaral, Bruno Fonseca e Larissa Fernandes (Agência Pública, em parceria com The Intercept Brasil) |

Menção Honrosa
| Obra                       | Autor (Veículo de mídia)     |
| -------------------------- | ---------------------------- |
| Fragmentos de vida e morte | Amanda Rossi (Revista Piauí) |

PRÊMIO DESTAQUE VLADIMIR HERZOG CONTINUADO
| Obra                       | Autor (Veículo de mídia) |
| -------------------------- | --- |
| Crime continuado (Aroeira) | todas 109 peças inscritas na 42ª edição do PVH por artistas do traço integrantes do movimento da Charge Continuada #SomosTodosAroeira - Aroeira + 1000ton + Adnael + Adriano Vicentini + Alecrim + Alessandro Driê + Aline Benevides + Alves + Amanda Sangaletti Ferreira da Silva + André Barroso + André Filipe Dutra Siqueira + André Flauzino + As Tiras do Caos + Baptistão + Brito + Brum + Bruno Brunelli + Bruno Weber + Cacinho + Camilo Riani + Carol Ito + Cartunista André Ribeiro + CAU Gomez + Charjeta + Cláudia Kfouri + Cláudio + Claudio Mor + Clayton + Cris Camargo + CrisVector + DaCosta + Daniel Bretas + Daniel Og + Daniel Sousa + Danilo Aroeira + Duke + EDi Alves + Enéas Ribeiro + Erick Henrique Santos Souza + Evelyn Ema Postali + Everton Martins + Fábio Yamaji + Fausto Longo + Flavio + Flavio Soares + Gabriel Nemer Neves + Genin Guerra + Geuvar + Gil Brito + Gladson Targa + Guazzelli + Guga Baygon + Guto Respi + Hermes José Schmitz + JAL + João Victor Alves + José Ezequiel Costa Cordeiro + José Veríssimo + Joseniz + Josú Barroso + Jota a + Jovem Red + Kayro Rocha + Laz Muniz + Leandro Franco + LeandroPCotta + LuCAS Chewie + Luccas Longo + Luciano Félix + Luzia Magalhães Cardoso + Marcelo Maraska + Marceloh + Marco Oliveira + Marcos Venceslau + Maria Rita + Mario Alberto + Matheus Henrique Pastorini Camargo + Mauro Iasi + Moisés Prado Sousa + Nando Motta + Nate + Nórglis + O Código Secreto + Paulo Batista + PIcaretas On Line + Quinho + Renato Moll + Renato Peters + Roberta Nunes + Roger Mendes + Rubens Menezes + Samis + Samuca + Sartre + Sergio Ricciuto Conte + Seri + Solano Guedes + Sunça + Synnove Hilkner + Vagner.ilustra + Vinicius Ribeiro + Vinoli + Vitti + Wagner Filho + Wellington Fiuza + William + Zé Dassilvs + Zepa Ferrer |

## Indicados

### Arte
| Obra                                        | Autor (Veículo de mídia)                                      |
| ------------------------------------------- | ------------------------------------------------------------- |
| Máquina de Moer Preto                       | Amanda Miranda (The Intercept Brasil)                         |
| Charge Continuada                           | Luís Carlos Augusto dos Santos (Instagram @somostodosaroeira) |
| Choram Marias e Clarices no solo do Brasil… | Rafael Alves (Estado de Minas)                                |
| Desenhamos fatos                            | Luiz Fernando Menezes (Aos fatos)                             |
| O foco                                      | Quinho (Correio Braziliense – edição online)                  |

### Fotografia
| Obra                              | Autor (Veículo de mídia)                    |
| --------------------------------- | ------------------------------------------- |
| Culturas em conflito              | Joedson Alves (Agência EFE)                 |
| Amazônia Pede Socorro             | Bruno Kelly (Reuters)                       |
| Um rio poluído no quintal de casa | Michael Dantas (Agence France Presse – AFP) |
| Sombra da pandemia                | Michael Dantas (O Globo)                    |
| Na mira                           | Gabriela Biló (O Estado de S. Paulo)        |

### Áudio
| Obra                                          | Autor (Veículo de mídia)                         |
| --------------------------------------------- | ------------------------------------------------ |
| Eu espero que você não esqueça                | Gabriela Viana e equipe (Rádio CBN)              |
| Procura-se afeto                              | Gabriela Viana e equipe (Rádio CBN)              |
| Brumadinho – Seis Meses Depois                | Gabriela Mayer (Rádio BandNews FM)               |
| Mulheres e suas lutas em cada canto do Brasil | Raquel Baster e Joana Suarez (Cirandeiras)       |
| Memórias 6: Irmã Dorothy                      | Rodrigo Alves (Vida de Jornalista)               |
| A Terra é redonda                             | Bernardo Esteves e equipe (piauí / Rádio Novelo) |

### Vídeo
| Obra                                                                                     | Autor (Veículo de mídia)                             |
| ---------------------------------------------------------------------------------------- | ---------------------------------------------------- |
| Brasil – Terra de Quem? (Capítulo 01 – Indígenas)                                        | Adriana Farias e equipe (CNN Brasil)                 |
| Amazônia2019                                                                             | Rafael Norton e equipe (Rede Globo)                  |
| Cacau: a Escravidão no Século XXI                                                        | Marcelo Menezes e equipe (Câmera Record / Record TV) |
| Em 2019, uma em cada três pessoas assassinadas no Rio de Janeiro foi morta por policiais | Mônica Reolom e equipe (Fantástico / Rede Globo)     |

### Multimídia
| Obra                                                                     | Autor (Veículo de mídia)                         |
| ------------------------------------------------------------------------ | ------------------------------------------------ |
| A mão invisível da milícia                                               | Igor Mello e Lola Ferreira (UOL)                 |
| Amazônia Sem Lei                                                         | Thiago Domenici e equipe (Agência Pública)       |
| Simulação mostra quais crianças são adotadas (e quais não são) no Brasil | Augusto Conconi e equipe (O Estado de S. Paulo)  |
| 650 mil famílias se declaram ‘povos tradicionais’ no Brasil              | Paula Paiva Paulo e equipe (G1)                  |
| Suape pelo Avesso                                                        | Laércio Portela e equipe (Marco Zero Conteúdo)   |
| Elas por Elas                                                            | Juliana Contaifer e equipe (Metrópoles)          |
| Carros-Fortes, Homens Indefesos                                          | Olívia Meireles (Metrópoles)                     |
| Fome ameaça indígenas em Minas antes do coronavírus                      | Joana Suarez e Flavio Tavares (Projeto Colabora) |

### Texto
| Obra                                                                          | Autor (Veículo de mídia)                    |
| ----------------------------------------------------------------------------- | ------------------------------------------- |
| Por dentro do fogo (série de reportagens)                                     | Daniel Camargos e equipe (Repórter Brasil)  |
| Como morre um inocente no Rio de Janeiro                                      | Rafael Pinto Soares (Revista Época)         |
| Histórias de Consciência                                                      | Carmen Souza e equipe (Correio Braziliense) |
| Exclusivo: A desastrosa Operação do Exército que levou à morte de Evaldo Rosa | Natalia Viana e equipe (Agência Pública)    |
| Guerra da Água                                                                | Patrik Camporez (O Estado de S. Paulo)      |